# Ibrahima Bakayoko
Ibrahima Bakayoko Sela (Séguéla, 31 december 1976) is een voormalig profvoetballer uit Ivoorkust die onder meer onder contract stond bij Montpellier HSC, Everton, Olympique Marseille, AS Livorno en PAS Giannina. Hij speelde als centrale aanvaller en sloot zijn loopbaan af in 2014 bij de Franse club Stade Bordelais.

## Clubcarrière
Bakayoko werd in oktober 1998 door Everton gekocht van Montpellier HSC voor een bedrag van 4,5 miljoen pond. Hij maakte zijn debuut voor de club uit Liverpool in de stadsderby tegen Liverpool FC op 17 oktober 1998. In totaal speelde de Ivoriaan twintig duels voor The Toffees en scoorde hij zeven keer. Vanwege financiële problemen zag de club zich gedwongen om hem in juni 1999 alweer van de hand te doen. Bakayoko, door de Everton-fans liefkozend Yoko, Baka en Yoko-OhNo! genoemd, ging voor 4 miljoen pond naar Olympique Marseille.

## Interlandcarrière
Bakayoko, een fysiek sterke spits, speelde in totaal 45 interlands (dertig goals) voor zijn vaderland Ivoorkust. Hij maakte zijn debuut in 1996 en nam viermaal deel aan de strijd om de Afrika Cup: 1996, 1998, 2000 en 2002.
| Interlands van Ibrahima Bakayoko voor Ivoorkust | Interlands van Ibrahima Bakayoko voor Ivoorkust | Interlands van Ibrahima Bakayoko voor Ivoorkust | Interlands van Ibrahima Bakayoko voor Ivoorkust | Interlands van Ibrahima Bakayoko voor Ivoorkust | Interlands van Ibrahima Bakayoko voor Ivoorkust |
| №                                               | Datum                                           | Wedstrijd                                       | Uitslag                                         | Competitie                                      | Goals                                           |
| ----------------------------------------------- | ----------------------------------------------- | ----------------------------------------------- | ----------------------------------------------- | ----------------------------------------------- | ----------------------------------------------- |
| 1                                               | 14 Jan 1996                                     | Ivoorkust – Ghana                               | 0–2                                             | Afrika Cup                                      |                                                 |
| 2                                               | 25 Jan 1996                                     | Ivoorkust – Tunesië                             | 1–3                                             | Afrika Cup                                      |                                                 |
| 3                                               | 09 Jun 1996                                     | Ivoorkust – Burkina Faso                        | 1–1                                             | Vriendschappelijk                               |                                                 |
| 4                                               | 06 Oct 1996                                     | Algerije – Ivoorkust                            | 4–1                                             | AC-kwalificatie                                 |                                                 |
| 5                                               | 26 Jan 1997                                     | Ivoorkust – Benin                               | 1–0                                             | AC-kwalificatie                                 |                                                 |
| 6                                               | 23 Feb 1997                                     | Mali – Ivoorkust                                | 1–2                                             | AC-kwalificatie                                 |                                                 |
| 7                                               | 22 Jun 1997                                     | Ivoorkust – Algerije                            | 2–1                                             | AC-kwalificatie                                 |                                                 |
| 8                                               | 13 Jul 1997                                     | Benin – Ivoorkust                               | 0–0                                             | AC-kwalificatie                                 |                                                 |
| 9                                               | 27 Jul 1997                                     | Ivoorkust – Mali                                | 4–2                                             | AC-kwalificatie                                 |                                                 |
| 10                                              | 29 Jan 1998                                     | Ivoorkust – Mozambique                          | 4–1                                             | Vriendschappelijk                               |                                                 |
| 11                                              | 01 Feb 1998                                     | Ivoorkust – Kameroen                            | 1–0                                             | Vriendschappelijk                               |                                                 |
| 12                                              | 08 Feb 1998                                     | Ivoorkust – Namibië                             | 4–3                                             | Afrika Cup                                      |                                                 |
| 13                                              | 11 Feb 1998                                     | Zuid-Afrika – Ivoorkust                         | 1–1                                             | Afrika Cup                                      |                                                 |
| 14                                              | 16 Feb 1998                                     | Ivoorkust – Angola                              | 5–2                                             | Afrika Cup                                      |                                                 |
| 15                                              | 04 Oct 1998                                     | Mali – Ivoorkust                                | 0–1                                             | AC-kwalificatie                                 |                                                 |
| 16                                              | 24 Jan 1999                                     | Ivoorkust – Namibië                             | 3–0                                             | AC-kwalificatie                                 |                                                 |
| 17                                              | 28 Feb 1999                                     | Congo-Brazzaville – Ivoorkust                   | 1–0                                             | AC-kwalificatie                                 |                                                 |
| 18                                              | 11 Apr 1999                                     | Ivoorkust – Congo-Brazzaville                   | 2–0                                             | AC-kwalificatie                                 |                                                 |
| 19                                              | 20 Jun 1999                                     | Ivoorkust – Mali                                | 0–0                                             | AC-kwalificatie                                 |                                                 |
| 20                                              | 24 Jan 2000                                     | Ivoorkust – Togo                                | 1–1                                             | Afrika Cup                                      |                                                 |
| 21                                              | 28 Jan 2000                                     | Kameroen – Ivoorkust                            | 3–0                                             | Afrika Cup                                      |                                                 |
| 22                                              | 31 Jan 2000                                     | Ghana – Ivoorkust                               | 0–2                                             | Afrika Cup                                      |                                                 |
| 23                                              | 23 Apr 2000                                     | Ivoorkust – Rwanda                              | 2–0                                             | WK-kwalificatie                                 |                                                 |
| 24                                              | 18 Jun 2000                                     | Ivoorkust – Tunesië                             | 2–2                                             | WK-kwalificatie                                 |                                                 |
| 25                                              | 19 Nov 2000                                     | Ivoorkust – Libië                               | 2–1                                             | AC-kwalificatie                                 |                                                 |
| 26                                              | 28 Jan 2001                                     | Madagaskar – Ivoorkust                          | 1–3                                             | WK-kwalificatie                                 |                                                 |
| 27                                              | 10 Mar 2001                                     | Congo-Kinshasa – Ivoorkust                      | 1–2                                             | WK-kwalificatie                                 |                                                 |
| 28                                              | 22 Apr 2001                                     | Ivoorkust – Congo-Brazzaville                   | 2–0                                             | WK-kwalificatie                                 |                                                 |
| 29                                              | 17 Jun 2001                                     | Ivoorkust – Egypte                              | 2–2                                             | AC-kwalificatie                                 |                                                 |
| 30                                              | 01 Jul 2001                                     | Ivoorkust – Madagaskar                          | 6–0                                             | WK-kwalificatie                                 |                                                 |
| 31                                              | 15 Jul 2001                                     | Congo-Brazzaville – Ivoorkust                   | 1–1                                             | WK-kwalificatie                                 |                                                 |
| 32                                              | 21 Jan 2002                                     | Ivoorkust – Togo                                | 0–0                                             | Afrika Cup                                      |                                                 |
| 33                                              | 25 Jan 2002                                     | Kameroen – Ivoorkust                            | 1–0                                             | Afrika Cup                                      |                                                 |
| 34                                              | 29 Jan 2002                                     | Congo-Kinshasa – Ivoorkust                      | 3–1                                             | Afrika Cup                                      |                                                 |